# Xã Orton, Quận Wadena, Minnesota
Xã Orton (tiếng Anh: Orton Township) là một xã thuộc quận Wadena, tiểu bang Minnesota, Hoa Kỳ. Dân số là 220 người theo điều tra dân số năm 2000.

## Lịch sử
Theo Warren Upham, thị trấn Orton có lẽ được đặt theo tên của một người định cư đầu tiên. Jerome Clifford Graba (1928-2004), nông dân, thợ đốn gỗ và nhà lập pháp tiểu bang Minnesota, sinh ra tại trang trại gia đình ở thị trấn Orton.

## Vị trí địa lý
Theo Cục Thống kê Dân số Hoa Kỳ, thị trấn này có tổng diện tích là 34,8 dặm vuông (90.1 km2); trong đó 34.4 dặm vuông (89.1 km2) là đất và 0,4 dặm vuông (1.0 km2) (1,09%) là nước.

## Nhân khẩu học
Theo điều tra dân số năm 2000, xã có 220 người, 85 hộ gia đình và 62 gia đình cư trú tại thị trấn. Mật độ dân số là 6,4 người trên một dặm vuông (2,5/km2). Có 112 đơn vị nhà ở với mật độ trung bình là 3,3/dặm vuông (1,3/km2). Thành phần chủng tộc của thị trấn là 95,00% người da trắng, 0,45% người châu Á, 4,09% thuộc các chủng tộc khác, và 0,45% thuộc hai hoặc nhiều chủng tộc khác. Người gốc Tây Ban Nha hoặc người gốc La-tinh chiếm 4,55% dân số.
Có 85 hộ gia đình, trong đó 22,4% có trẻ em dưới 18 tuổi sống cùng, 64,7% là các cặp vợ chồng sống chung, 3,5% có chủ hộ là nữ không có chồng, và 25,9% không phải là gia đình. 22,4% tổng số hộ gia đình là cá nhân, và 15,3% có người sống một mình từ 65 tuổi trở lên. Quy mô hộ gia đình trung bình là 2,59 người và quy mô gia đình trung bình là 3,03 người.
Dân số trong thị trấn được phân bố rộng rãi, với 22,7% dưới 18 tuổi, 9,1% từ 18 đến 24 tuổi, 22,7% từ 25 đến 44 tuổi, 29,5% từ 45 đến 64 tuổi và 15,9% từ 65 tuổi trở lên. Độ tuổi trung vị là 42 tuổi. Cứ 100 nữ thì có 107,5 nam. Cứ 100 nữ từ 18 tuổi trở lên thì có 112,5 nam.
Thu nhập trung vị của một hộ gia đình trong thị trấn là 26.875 đô la, và thu nhập trung vị của một gia đình là 33.750 đô la. Nam giới có thu nhập trung vị là 24.250 đô la so với 17.917 đô la của nữ giới. Thu nhập bình quân đầu người của thị trấn là 12.625 đô la. Khoảng 14,3% gia đình và 16,7% dân số sống dưới mức nghèo, bao gồm 19,0% những người dưới mười tám tuổi và 14,6% những người từ 65 tuổi trở lên.